# Arrojadita
Las arrojaditas son un grupo de minerales perteneciente a la clase de los fosfatos. El nombre original de arrojadita se utilizó para el mineral conocido actualmente como arrojadita-(KFe), y es un homenaje a Miguel Arrojado Ribeiro Lisboa (1872-1932), geólogo brasileño. El mineral fue encontrado en Serra Branca, 9 km al S de Pedra  Lavrada, Piauí, Brasil.

## Minerales del grupo
Este grupo está compuesto por los siguientes minerales reconocidos por la Asociación Mineralógica Internacional;
- Arrojadita-(BaFe)
- Arrojadita-(BaNa)
- Arrojadita-(KFe)
- Arrojadita-(KFeNa)
- Arrojadita-(KNa)
- Arrojadita-(NaFe)
- Arrojadita-(PbFe)
- Arrojadita-(SrFe)
- Dickinsonita-(KMnNa)
- Ferri-arrojadita-(BaNa)
- Fluorarrojadita-(BaFe)
- Fluorarrojadita-(KNa)
- Fluorarrojadita-(NaFe)